# Луїн
Луїн (перс. لوئين) — село в Ірані, у дегестані Ак-Кагріз, у бахші Новбаран, шагрестані Саве остану Марказі. За даними перепису 2006 року, його населення становило 0 осіб.

## Клімат
Середня річна температура становить 13,50 °C, середня максимальна – 32,26 °C, а середня мінімальна – -8,53 °C. Середня річна кількість опадів – 248 мм.
| Клімат поселення                              | Клімат поселення | Клімат поселення | Клімат поселення | Клімат поселення | Клімат поселення | Клімат поселення | Клімат поселення | Клімат поселення | Клімат поселення | Клімат поселення | Клімат поселення | Клімат поселення | Клімат поселення |
| Показник                                      | Січ.             | Лют.             | Бер.             | Квіт.            | Трав.            | Черв.            | Лип.             | Серп.            | Вер.             | Жовт.            | Лист.            | Груд.            |                  |
| Середній максимум, °C                         | 8,70             | 10,31            | 15,39            | 21,90            | 26,38            | 31,26            | 32,26            | 31,06            | 27,33            | 21,82            | 15,30            | 8,98             |                  |
| Середня температура, °C                       | 0,08             | 1,70             | 6,76             | 13,28            | 17,76            | 22,65            | 26,08            | 24,90            | 21,17            | 15,65            | 9,14             | 2,84             |                  |
| Середній мінімум, °C                          | −8,53            | −6,93            | −1,86            | 4,67             | 9,15             | 14,01            | 19,92            | 18,72            | 14,99            | 9,48             | 2,98             | −3,34            |                  |
| Норма опадів, мм                              | 34               | 34               | 46               | 35               | 27               | 4                | 1                | 1                | 0                | 11               | 21               | 34               |                  |
| Середньомісячна швидкість вітру, м/с          | 1.45             | 2.00             | 2.91             | 3.28             | 2.70             | 2.60             | 2.71             | 2.54             | 2.31             | 2.22             | 1.92             | 1.30             |                  |
| Середньомісячна сонячна радіація, кДж/м²·день | 8931             | 11881            | 14403            | 17948            | 22079            | 26332            | 25946            | 23620            | 20150            | 14745            | 10734            | 8693             |                  |
| --------------------------------------------- | ---------------- | ---------------- | ---------------- | ---------------- | ---------------- | ---------------- | ---------------- | ---------------- | ---------------- | ---------------- | ---------------- | ---------------- | ---------------- |
| Джерело:                                      |                  |                  |                  |                  |                  |                  |                  |                  |                  |                  |                  |                  |                  |